# Baclava

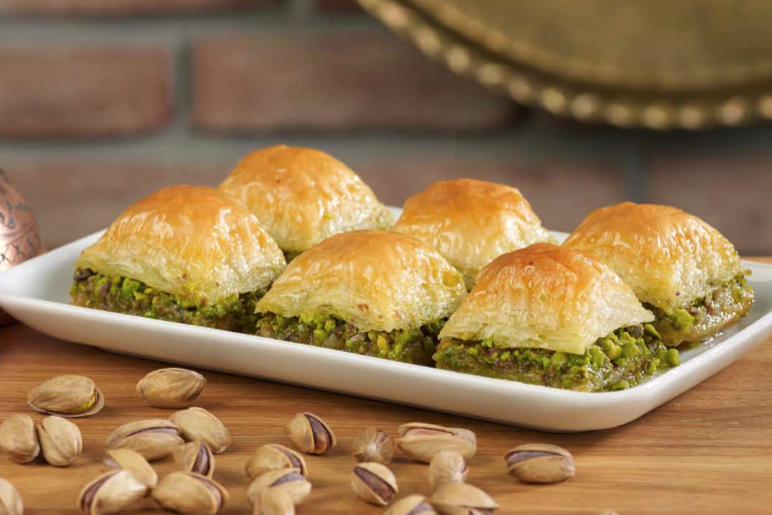
Baclava

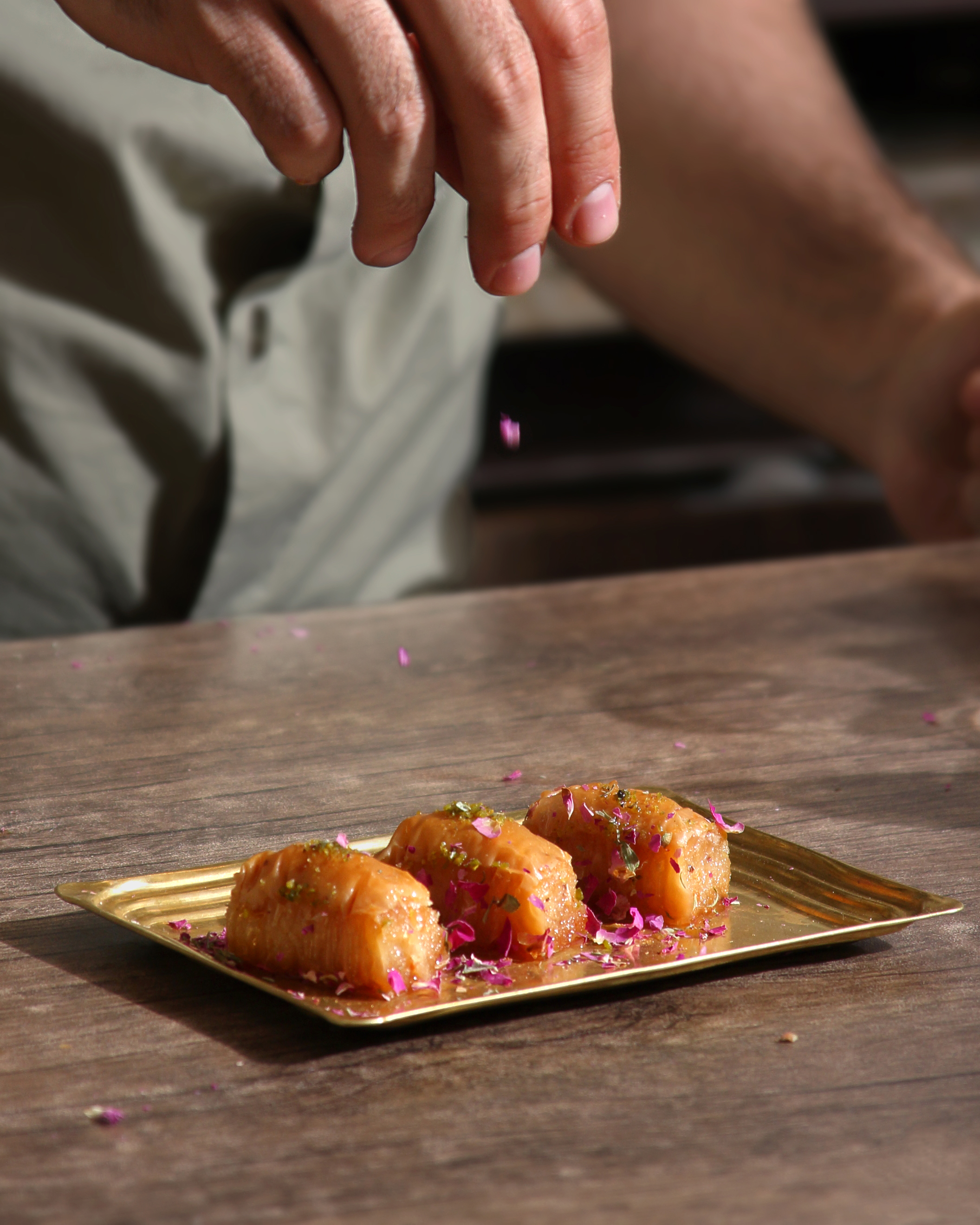
Baklava iraniană

Baclavaua este un desert turcesc, delicatesa fiind una dintre cele mai cunoscute prăjituri ale Orientului. Este considerată prăjitura națională în Grecia, Turcia, Bulgaria, dar se regăsește în toate bucătăriile din Balcani, în Orientul Mijlociu și în țările din Maghreb, fiind în egală măsură și un desert al armenilor, al ciprioților și afganilor.

## Istorie
Baclavaua a apărut în timpul Imperiului Otoman și este menționată pentru prima dată într-o poezie de Kaygusuz Abdal, un mistic care a trăit în secolul al XV-lea. Era păstrată pentru evenimente speciale, juca un rol important în cadrul Ramadanului, iar sultanul o dăruia ienicerilor, membrii ai corpului de luptători de elită, în ceea ce era denumit Procesiunea Baclavalei.

## Ingrediente
- 500gr. foi de placintă, 150gr. unt topit, 500gr. nuci curățite.
- Siropul: două pahare cu apă, 500gr. Zahăr și 4 zahăr vanilat.

## Mod de preparare
Se face un aluat de placintă și se întinde foaia foarte subțire. După ce s-a uscă, se taie în bucăți de mărimea tăvii în care le vom coace, se unge tava cu unt, se așează 3-4 foi stropite între ele cu unt, se presară un strat subțire de nuci tocate, se pune o foaie de aluat, se stropește cu unt și iarăși se presară nuci. 
Se repetă până am terminat toate foile, rezervând pentru a așeza apoi deasupra, 3-4 foi frumoase, pe care le ungem între ele cu unt. Se înmoaie un cuțit în unt fierbinte și se taie plăcinta în lung și în lat, formând dreptunghiuri de vreo 5/ 7 cm.
Se toarnă în lungul tăieturilor, cât și pe margini, câteva linguri de unt topit care să pătrundă până la fund. 
Se dă la cuptor la foc foarte moale, ținându-se cam o oră, iar când începe să se rumenească, se toarnă deasupra un sirop făcut din zahăr, apă și vanilie. Se mai lasă la cuptor câteva minute, până ce a pătruns tot siropul. 
Se scot baclavalele pe o farfurie și se mai toarnă deasupra puțin sirop. Sunt mai gustoase când sunt pregătite cu o zi sau două înainte de a fi servite.